# Південні варвари
Південні варвари (кит.: 蛮, мань, «гадюки»; кит.: 南蛮, наньмань, «південні гадюки») — термін китаєцентричної політичної філософії. У класичних китайських текстах позначає всіх мешканців Землі, які живуть на південь від Китаю, насамперед у Південно-Східній Азії, і не визнають примату китайського імператора.
Окрім Китаю, термін використовувався країнами, які послуговувалися поняттям «Піднебесна»: Кореєю, Японією, Монгольською імперією тощо.
Японською мовою звучить як намбан. У японських текстах XVI—XIX століття цим терміном позначали європейців, насамперед португальців та іспанців. Вони прибували до Японії з «південних морів», оскільки мали колонії в індійському Гоа, південнокитайському Макао та філіппінській Манілі.